# 7e régiment bis de hussards
Le 7e régiment bis de hussards est un régiment de l'Armée française créé pendant la Révolution française.

## Création et différentes dénominations
- 2 septembre 1792 : Levée du 1er corps des Hussards de la Liberté[1].
- 23 novembre 1792 : Le 1er corps des Hussards de la Liberté devient 7e régiment bis de hussards[1].
- 25 août 1794 : Les Hussards du corps des Partisans de l'Armée du Rhin sont intégrés au régiment[réf. souhaitée].
- 14 février 1795 : Deux escadrons du 7e régiment de hussards, détachés en Vendée, sont intégrés au 7e bis[1],[2].
- 24 septembre 1803 : Le 7e régiment bis de hussards est transformé en 28e régiment de dragons.

## Guerres de la Révolution et de l’Empire
- 1798 :
  - Armée d'Orient (campagne d'Égypte)
    - 3 pluviôse an VII (22 janvier 1799) : Bataille de Samanouth

## Uniforme
En 1794, le régiment reçoit un uniforme à dolman rouge et pelisse bleu foncé. Un nouvel uniforme est distribué vers 1796-1798 :
- flamme du bonnet : rouge[réf. souhaitée]
- cordon : jaune[réf. souhaitée]
- collet : rouge[réf. souhaitée]
- dolman : bleu
- pelisse : rouge
- parement : rouge[réf. souhaitée]
- tresses : jaune
- culotte : bleu foncé (porté avec la pelisse) ou rouge (porté avec le dolman)

## Sources
- André Jouineau et Jean-Marie Mongin, Les Hussards français, t. 1 : De l'Ancien régime à l'Empire, Histoire & Collections, 2004
- Eugène Louis Bucquoy, La Cavalerie légère : les hussards, les chasseurs à cheval, Jacques Grancher, coll. « Les uniformes du Premier Empire », 1980, 2e éd., lire en ligne sur Gallica.
- « Les extraordinaires tenues de l'armée d'Orient : chasseurs et hussards », Uniforme, no 76,‎ 1983.
- le 7e hussards bis : documents et archives de 1789 à 1815